# مدرسة طب جامعة واشنطن
مدرسة طب جامعة واشنطن هي مدرسة طب خاصة تقع في سانت لويس بولاية ميزوري. أُسست سنة 1891، وتتبع جامعة واشنطن في سانت لويس.
تحتل مدرسة طب جامعة واشنطن مركزًا متقدمًا في تقرير يو إس نيوز أند ورلد، وهي تحتل حاليًا المركز السادس في البحث العلمي، كما احتلت في عامي 2003 و2004 أفضل مركز لها وهو المركز الثاني، وهي تحتل دائمًا مركزًا بين مدارس الطب العشر الأوائل منذ بدأ نشر التقرير سنة 1987، كما تحتل مدرسة طب جامعة واشنطن المركز الأول في البلاد في انتقائية الطلاب.

## حاصلون على جائزة نوبل عملوا أو دَرَسوا بمدرسة طب جامعة واشنطن

### جائزة نوبل في الطب
- 1943: إدوارد دويزي (1893 ـ 1986): عضو هيئة تدريس بمدرسة الطب (1919 ـ 1923)
- 1944: جوزف إيرلنغر (1874 ـ 1965): رئيس قسم علم وظائف الأعضاء (1910 ـ 1946)
- 1944: هربرت سبنسر غاسر (1888 ـ 1963): عضو هيئة تدريس بمدرسة الطب (1916 ـ 1931)
- 1947: كارل كوري (1896 ـ 1984): عضو هيئة تدريس بمدرسة الطب (1931 ـ 1984)
- 1947: جرتي كوري (1896 ـ 1957): عضو هيئة تدريس بمدرسة الطب (1931 ـ 1957)
- 1959: آرثر كورنبرغ: رئيس قسم علم الأحياء الدقيقة (1952 ـ 1959)
- 1959: سيفيرو أوتشوا: عضو هيئة تدريس بمدرسة الطب (1940 ـ 1942)
- 1969: ألفرد هيرشي (1908 ـ 1997): عضو هيئة تدريس بمدرسة الطب (1934 ـ 1950)
- 1971: إيرل سوثرلند (1915 ـ 1974): خريج 1942، طبيب مقيم بقسم الأمراض الباطنة (1943 ـ 1945)، عضو هيئة تدريس بمدرسة الطب (1945 ـ 1953)
- 1974: كريستيان دو دوف: عضو هيئة تدريس بمدرسة الطب (1946 ـ 1947)
- 1978: دانيال ناثانز (1928 ـ 1999): خريج 1954
- 1978: هاملتون سميث: الخدمات الطبية بجامعة واشنطن (1956 ـ 1957)
- 1980: جورج سنيل: عضو هيئة تدريس بكلية الفنون والعلوم (1933 ـ 1934)
- 1986: ستانلي كوهين: عضو هيئة تدريس بكلية الفنون والعلوم (1953 ـ 1959)
- 1986: ريتا ليفي مونتالشيني (1909 ـ 2012): عضو هيئة تدريس بكلية الفنون والعلوم (1948 ـ 1977)[6]
- 1992: إدوين كريبس: خريج 1943، طبيب مقيم بقسم الأمراض الباطنة ثم زميل بحثي في الكيمياء البيولوجية (1945 ـ 1948)
- 1998: روبرت فورشغوت: عضو هيئة تدريس بمدرسة الطب (1949 ـ 1956)

### جائزة نوبل في الكيمياء
- 1970: لويس لولوار: عضو هيئة تدريس بمدرسة الطب (1944)
- 1980: بول برغ: عضو هيئة تدريس بمدرسة الطب (1954 ـ 1959)
- 2012: برايان كابيلكا: طبيب مقيم بقسم الأمراض الباطنة (1981 ـ 1984)

## خريجون بارزون
- إيرل سوثرلند: خريج 1942. عالم كيمياء حيوية، حاصل على جائزة نوبل في الطب.
- إدوين كريبس: خريج 1943. عالم كيمياء حيوية، حاصل على جائزة نوبل في الطب.
- دانيال ناثانز: خريج 1954. عالم أحياء دقيقة، حاصل على جائزة نوبل في الطب وقلادة العلوم الوطنية.
- جيمس دارنيل: خريج 1955. عالم بيولوجيا جزيئية، حاصل على قلادة العلوم الوطنية.
- فلويد بلوم: خريج 1960. رئيس شرفي لقسم علم الأدوية العصبية بمعهد سكريبس للأبحاث ورئيس تحرير دورية ساينس.

## وصلات خارجية
- الموقع الرسمي